# Flourensina
Flourensina es un género de foraminífero bentónico de la subfamilia Verneuilinoidinae, de la familia Verneuilinidae, de la superfamilia Verneuilinoidea, del suborden Verneuilinina y del orden Lituolida. Su especie tipo es Flourensina douvillei. Su rango cronoestratigráfico abarca el Vraconniense superior (Cretácico inferior).

## Discusión
Clasificaciones previas incluían Flourensina en el suborden Textulariina del orden Textulariida, o en el orden Lituolida sin diferenciar el suborden Verneuilinina.

## Clasificación
Flourensina incluye a las siguientes especies:
- Flourensina cayeuxi †
- Flourensina douvillei †
- Flourensina intermedia †
- Flourensina jacobi †
- Flourensina lemoinei †
- Flourensina mariae †
- Flourensina subintermedia †